# Air Leone
Air Leone es una aerolínea con base en Freetown, Sierra Leona. Fue fundada en 2000 y efectúa vuelos de carga y pasajeros en la región. Su principal base de operaciones es el Aeropuerto Internacional Lungi (FNA) en Freetown. 

## Códigos
- Código ICAO: RLL
- Callsign: AEROLEONE

## Flota
La flota de Air Leone incluye los siguientes aviones (en agosto de 2006):
- 1 Antonov An-28
- 1 McDonnell Douglas DC-9-30
- 1 Yakovlev Yak-40